# 芒特普萊森特鎮區 (阿肯色州瑟西縣)
芒特普萊森特（英語：Mount Pleasant Township）是位於美國阿肯色州瑟西縣的一個行政鎮區。

## 地方資料
根據2010年美國人口普查的數據，芒特普萊森特的面積為282.30平方千米，當中陸地面積為281.66平方千米，而水域面積為0.64平方千米。當地共有人口465人，而人口密度為每平方千米1人。